# Zbór Kościoła Adwentystów Dnia Siódmego w Bełchatowie
Zbór Kościoła Adwentystów Dnia Siódmego w Bełchatowie – zbór adwentystyczny w Bełchatowie, należący do okręgu łódzkiego diecezji wschodniej Kościoła Adwentystów Dnia Siódmego w RP.
Pastorem zboru jest kazn. Czesław Czajka. Nabożeństwa odbywają w kościele przy ul. Czaplinieckiej 2 każdej soboty o godz. 9.30.